# أزرق ملكي
الأزرق الملكي هو الدرجة الساطعة والدرجة الداكنة من اللون للأزرق اللازوردي. يُقال أنه تم إنشاؤه بواسطة صناع ملابس في رود، سومرست، وقد فاز اتحاد منهم في مسابقة لصنع فستان للملكة شارلوت، قرينة الملك جورج الثالث. 

## السطوع
يعرّف قاموس أوكسفورد الإنجليزي «الأزرق الملكي» بأنه «أزرق مخملي عميق»، بينما يعرفه قاموس كامبريدج الإنجليزي بأنه «لون أزرق قوي ومشرق»، ويعرفه كولينز بأنه «لون أزرق غامق». تعطيها قواميس الولايات المتحدة مثل اللون الأرجواني، على سبيل المثال «أزرق ضارب إلى الحمرة أو أزرق زاهٍ أو أرجواني» (قاموس ويبستر نيو وورلد كوليدج) أو «أزرق أرجواني زاهٍ» (ميريام وبستر).
بحلول الخمسينيات من القرن الماضي، بدأ العديد من الناس في التفكير في اللون الأزرق الملكي باعتباره لونًا أكثر إشراقًا، وهذا اللون الأكثر إشراقًا هو الذي تم اختياره باعتباره لون الويب «الأزرق الملكي» (كانت ألوان الويب عند صياغتها في عام 1987 المعروفة بألوان X11). حدد اتحاد شبكة الويب العالمية الكلمة الرئيسية "royalblue" لتكون هذا اللون الأكثر إشراقًا، بدلاً من النسخة التقليدية الداكنة من اللون الأزرق الملكي.